# Homme de Dali
L'Homme de Dali est le nom donné à un crâne humain fossile découvert en 1978 dans le district de Dali, dans la province du Shaanxi, en Chine.

## Découverte
Le crâne fossile de Dali fut découvert par hasard en 1978 par Shuntang Liu, géologue du Bureau de Ressources Géologiques et Minières du Shaanxi, dans une terrasse de loess alluviale de la rivière Luohe, située dans le district de Dali.
Le site, dénommé Tianshuigou, se trouve près du village de Jiefang, à 30 km au nord de la ville de Dali, dans la province du Shaanxi, en Chine centrale.

## Description
Le crâne de Dali est relativement complet, incluant la plupart des os faciaux, ce qui est rare parmi les fossiles humains trouvés à ce jour en Chine.
La face est marquée par des reliefs sus-orbitaires proéminents, qui ne forment toutefois pas un torus continu, contrairement aux crânes fossiles de l'Homme de Pékin (Homo erectus). La courbe de ces reliefs évoque plus les formes archaïques connues en Europe et en Afrique. Le front ne présente pas de contraction rétro-orbitaire. L'os frontal est extrêmement pentu et conduit à un crâne bas et de forme allongée, qui se termine par un os occipital assez arrondi. La voute crânienne est épaisse et particulièrement robuste, tandis que la base du crâne est au contraire plutôt gracile. On remarque une carène sagittale, trait que l'on peut trouver aussi chez Homo erectus.
La capacité crânienne est estimée à environ 1 120 cm3, ce qui est légèrement au-dessus d'Homo erectus, mais sensiblement inférieur aux spécimens contemporains d'Europe et d'Afrique.

## Datation
Plusieurs datations ont été avancées successivement par différentes équipes de recherche.

Une étude de 2015, se fondant sur la méthode de résonance de spin électronique associée à la méthode uranium/thorium, a daté le fossile à environ 295 000 ans BP. au Paléolithique inférieur en Chine.

## Attribution
L'Homme de Dali possède des caractéristiques jugées intermédiaires entre Homo erectus et Homo sapiens, tout comme l'Homme de Jinniushan et l'Homme de Maba, autres fossiles chinois du Paléolithique moyen.

Le paléoanthropologue Christopher Brian Stringer et le journaliste scientifique Ed Yong ont proposé en 2011-2012 de classer ces trois fossiles comme probables représentants de l'Homme de Denisova.

Paysages autour de Dali
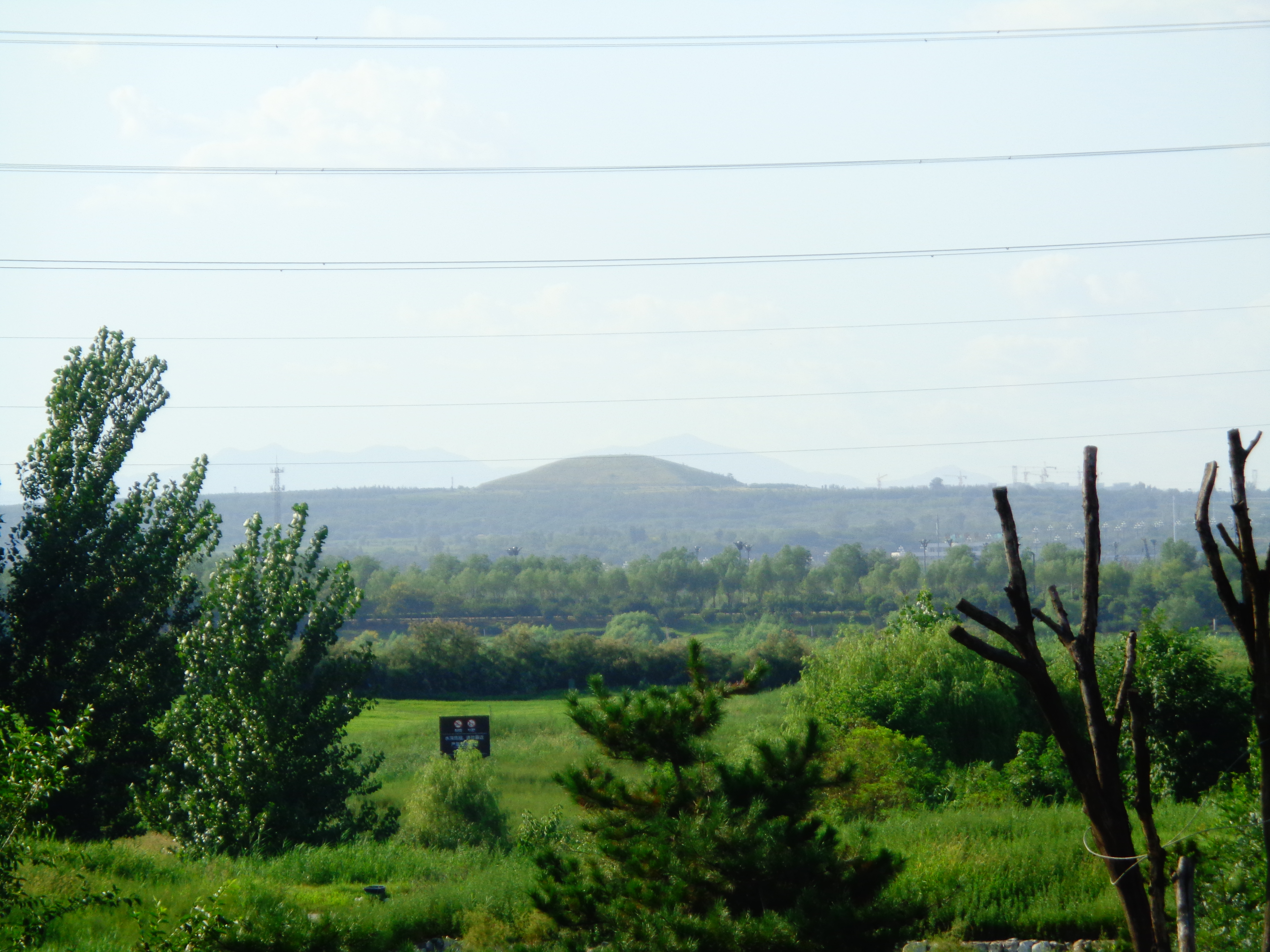
Parc près de Xi'an, Shaanxi, 2019
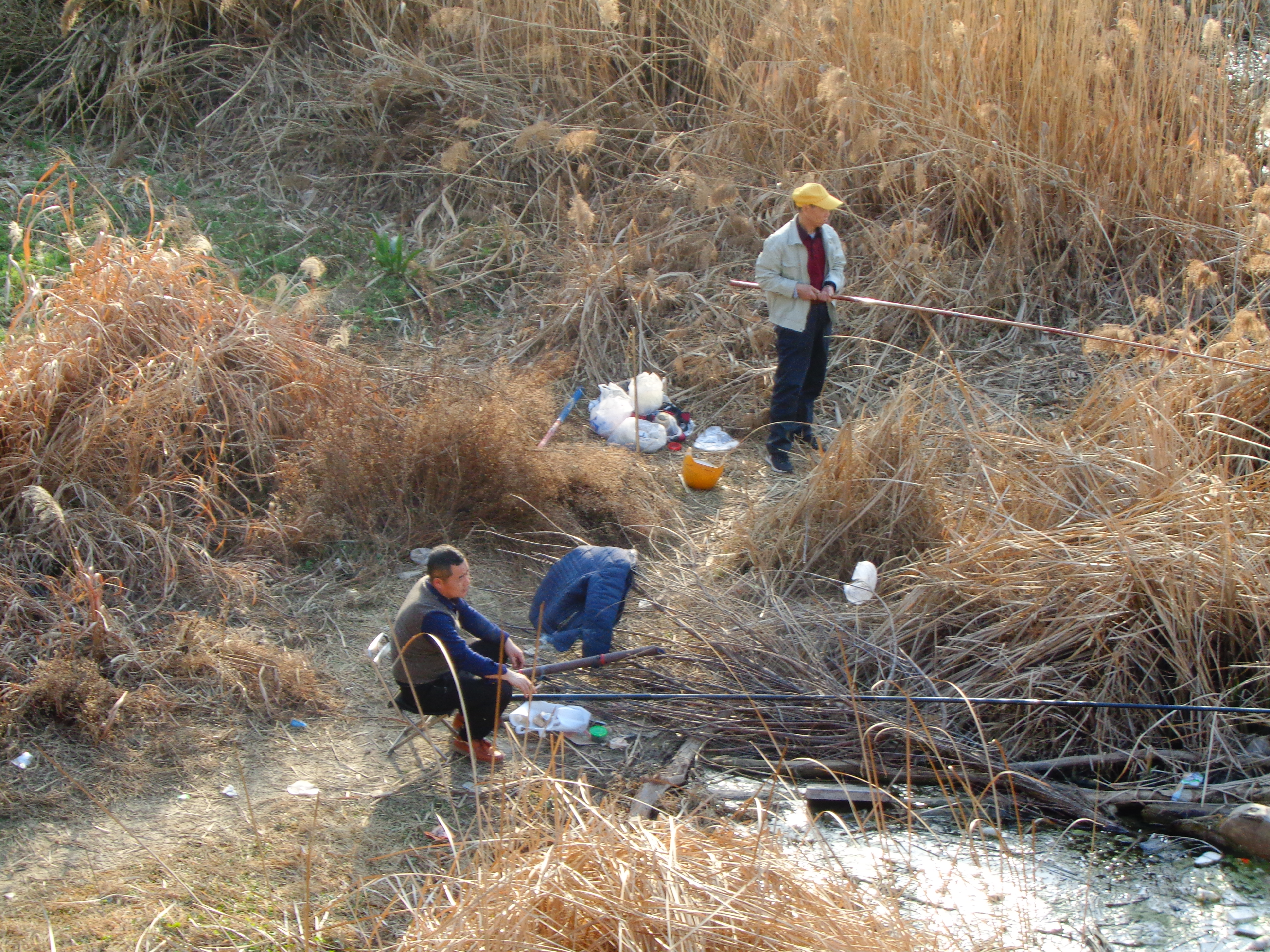
Bord de rivière au Shaanxi non loin des terrasses alluviales fréquentées par l'Homme de Dali, 2019